# 1878 Hughes
1878 Hughes (1933 QC) là một tiểu hành tinh vành đai chính được phát hiện ngày 18 tháng 8 năm 1933 bởi Delporte, E. ở Uccle.